# Мамагеишвили, Отар
Ота́р Мамагеишви́ли (груз. ოთარ მამაგეიშვილი; 15 января 2003, Грузия) — грузинский футболист, полузащитник клуба «Фамаликан».

## Клубная карьера
Мамагеишвили — воспитанник академии Федерации футбола Грузии и «Сабуртало». 1 ноября 2021 года в матче против «Динамо Батуми» Отар дебютировал за новый клуб. 29 ноября в поединке против «Шукура» он забил первый гол за клуб.

## Международная карьера
В 2023 году в составе молодёжной сборной Грузии Мамагеишвили принял участие в молодёжном чемпионате Европы. На турнире он сыграл в матче против Нидерландов.